# 松本カタクラモール
松本カタクラモール（まつもとカタクラモール）は、長野県松本市中央に所在していた片倉工業のショッピングセンターである。

## 歴史・概要
「ジャスコ東松本店」を核店舗とする松本市内有数の大型店として、1981年（昭和56年）3月25日に開業。
片倉工業が松本工場の一角の空き地となっていた部分を活用した不動産事業として開設されたもので、閉店まで所有と管理は片倉工業が行っていた。
サーカスやお化け屋敷等の家族連れ向けイベントなども開催したほか、高校の吹奏楽部のコンサートなどにも会場を提供し、学校帰りの生徒を含めて親しまれた。
しかし、施設の老朽化などを理由として片倉工業が2010年（平成22年）8月に再開発計画を発表し、現施設の建て替えに向けた動きが表面化した。
その後、核店舗のジャスコ東松本店は、2011年（平成23年）3月1日にイオングループの総合スーパーをイオンに店名統一することに伴って「イオン東松本店」になった。
そして、2013年（平成25年）5月27日にイオンモールが当施設の跡地を含めた敷地に「イオンモール松本」を2016年（平成28年）秋に開業する計画を正式に表明した。
同年10月27日の片倉工業取締役会で2015年（平成27年）3月24日で閉店することが正式に決定された。
当施設の末期には来店客の利用する自動車が1日3,507台で、閉店時には「イオン東松本店」を核店舗として32店舗の専門店が営業していた。
2015年（平成27年）3月24日午後6時で営業を終了し、その歴史に終止符を打った。

### 再開発計画
2013年（平成25年）2月の取締役会で事業用定期借地方式での開発を決定したが、この時点では相手の要望を理由として貸出先を明らかにしなかった。
そして、イオンモールは、同年5月13日に菅谷昭・当時松本市長に内密に説明した後、同月27日に当施設の跡地のみならず隣接する片倉工業所有地を含めて開発し「イオンモール松本」を2017年（平成29年）9月21日に開業する計画を表明した。
同年12月3日に菅谷昭・松本市長に会談した際には、「購買力のあるシニア世代の旅行客に対応する観光型で、巨大モールは造らない」との趣旨の説明をしたと、同月9日の松本市議会一般質問への答弁で市長が説明していた。
ところが、2014年（平成26年）6月12日にイオンモールが松本市に示した案では、当施設の約3倍となる大規模な計画であることが翌日13日の松本市議会での答弁で明らかになった。
この計画では、4階建ての店舗兼駐車場を本棟とし、延べ床面積123,500m2の建物内に約41,000m2店舗面積を持ち、約2,480台収容の駐車場を併設するものとなっていた。
この店舗面積は、「アリオ松本」、「井上百貨店」、「松本パルコ」、「MIDORI松本店」という松本駅周辺の中心市街地にある当施設を除いた大規模店上位4店舗の合計約43,000m2に匹敵するものであった。
そのため、同月27日に松本商工会議所が「詳細な開発計画の早期提示と規模縮小」を求める要望書を松本市長に提出。
同年7月14日には松本商工会議所が今度は松本市議会に「現状維持の開発の適正規模指導を求める要望書」を提出し、松本市議会の議会運営委員会で意見集約を図った結果、詳細計画等の新情報があった際に全員協議会を招集して報告することを求める申し入れを松本市当局に行った。
このように規模が大幅に拡大することから、松本市は2014年（平成26年）12月の試算で来店客の利用する自動車が1日3,507台から約2.8倍の約9,719台に増えて、近隣で渋滞が生じるとの予測を明らかにしており、地元の商業者などからの反対意見は当施設の閉店時点でも強い。
しかし、近隣住民などからは歓迎する意見も出されている。

## おもなテナント
- イオン（旧・ジャスコ）東松本店 - 店舗面積約9,100m2[4]
- ダイソー[4]

## 周辺施設
- スマイルホテル松本 - 「片倉工業」が1973年（昭和48年）3月に「ホテル松本」として開業[9]。
- あがたの森公園
- 旧制松本高等学校
- 中町商店街（蔵の町として知られる観光地）
- まつもと市民芸術館
- 松本市勤労者福祉センター
- 松本秀峰中等教育学校

## アクセス

### 鉄道
松本駅より徒歩20分程度。

### バス
- 松本駅お城口より松本電鉄バス タウンスニーカー東コースに乗車し、「日ノ出町」下車。
- 松本バスターミナルより松本電鉄バス 横田信大循環線・新浅間線に乗車し、秀峰学校前下車。

### 自家用車
やまびこ道路沿い。平面駐車場のほか屋上にも駐車場を完備。